# سو ميات مين
سو ميات مين (بالبورمية: စိုးမြတ်မင်း)‏ هو لاعب كرة قدم ميانماري في مركز الهجوم، ولد في 19 مايو 1982 في يانغون في ميانمار. شارك مع منتخب ميانمار تحت 23 سنة لكرة القدم ومنتخب ميانمار لكرة القدم. أما مع النوادي، فقد لعب مع شان يونايتد.

## وصلات خارجية
- سو ميات مين على موقع الاتحاد الدولي (مؤرشف)  (الإنجليزية)
- سو ميات مين على موقع قاعدة بيانات كرة القدم.إي يو (الإنجليزية)
- سو ميات مين على موقع ناشيونال فوتبول تيمز (الإنجليزية)